# Dangila (miasto)
Dangila – miasto w Etiopii, w regionie Amhara. Według danych szacunkowych na rok 2015 liczy 38 900 mieszkańców.